# Paul Meulenberg
Paul Meulenberg (Meerssen, 11 juni 1957) is een Nederlandse voetbaltrainer. Hij was in dienst van MVV Maastricht als assistent-trainer en trainer van het beloftenelftal. De Limburger heeft verschillende dvd's uitgebracht met trainingsmateriaal uit de "Hollandse voetbalschool". Met ingang van seizoen 2019-2020 is Meulenberg trainer van EHC.
In het seizoen 2009-2010 nam Meulenberg de taken als hoofdcoach van het eerste team van MVV over, nadat Fuat Çapa was opgestapt. In maart 2010 werd hij opgevolgd door Ron Elsen. Meulenberg maakte vanaf seizoen 1992-1993 t/m  1996-1997 naam in het amateurvoetbal als trainer van RKVV Voerendaal, waarmee hij in het seizoen 1993-1994 kampioen werd in de 4e Klasse en enkele keren promoveerde.